# A Vlaicu III
L'A Vlaicu III va ser el primer avió del món construït amb metall, dissenyat i fabricat a Romania abans de la Primera Guerra Mundial. Va ser el tercer avió propulsat dissenyat pel pioner aviador romanès Aurel Vlaicu.

## Disseny i desenvolupament

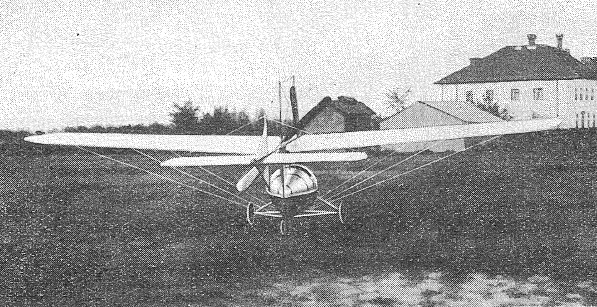

L'enginyer i inventor Aurel Vlaicu, que va ser un dels primers pilots a Romania, va començar el disseny del tercer de la seva sèrie d'avions motoritzats a la segona meitat de 1911. El disseny es va basar en el seu anterior A Vlaicu II. Una góndola sota una ala de para-sol allotjava el pilot i un motor Gnome Gamma. Engranatges, cadenes i eixos impulsaven dues hèlixs, una davant i una darrere de l'ala; aquests giraven en direccions oposades per cancel·lar el parell de l'altre. Com els altres dissenys de Vlaicu, l'A. Vlaicu III no tenia alerons. El pilot va tornar l'aeronau mitjançant l'ús del timó, controlada pel moviment d'un timó cap a l'esquerra o cap a la dreta; per controlar els ascensors i fer pujar i baixar l'avió, es girava a l'esquerra o a la dreta un volant unit al timó.
Va ser el primer avió del món construït amb metall.
En el moment de la mort de Vlaicu en l'accident de l'A Vlaicu II el 1913, dos A Vlaicu III estaven en procés de construcció per ser lliurats a la Companyia Marconi. L'empresa britànica havia de rebre un per a l'avaluació del rendiment i l'experimentació amb la ràdio aèria, l'altre havia de romandre a Romania. Després de la mort de Vlaicu, un dels dos avions va ser completat pels seus amics Giovanni Magnani i Constantin Silisteanu; i estava a punt per volar el maig de 1914.

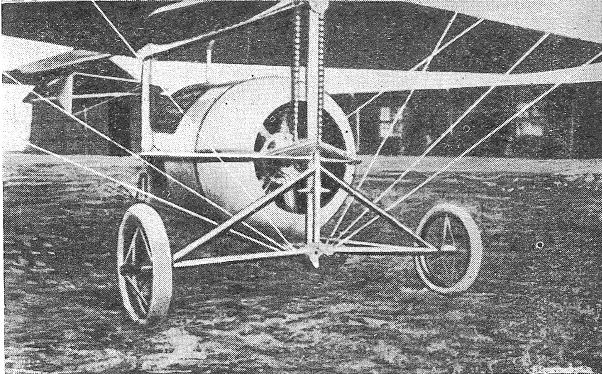

## Història operativa
Dos "salts" de prova que cobreixen una distància terrestre de 200-300 metres (220-330 iardes) a una altitud màxima d'uns 2 metres van ser fabricats el 1914 pel pilot Petre Macavei a l'aeròdrom de Cotroceni. Les autoritats militars de l'època van negar el permís per continuar les proves. Més tard, els pilots Mircea Zorileanu i Gheorghe Negrescu van obtenir el permís del ministre de la Guerra romanès per modificar els controls de l'avió i continuar els experiments, però no va tornar a volar mai més.
El 1916, durant l'ocupació alemanya de Bucarest, un A Vlaicu III va ser confiscat i enviat a Alemanya. Va ser vist per última vegada l'any 1942 en una exposició d'aviació a Berlín per oficials militars romanesos. Tanmateix, no se'n fa cap menció als registres de l'exposició de Berlín.

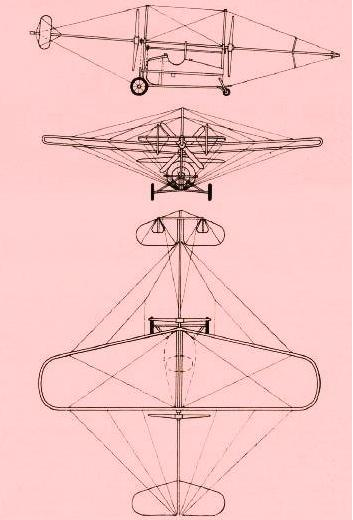